# Chile i olympiska sommarspelen 1964
Chile deltog med 14 deltagare vid de olympiska sommarspelen 1964 i Tokyo.  Ingen av landets deltagare erövrade någon medalj.